# Bernoullifördelning

Bernoulli- eller tvåpunktsfördelningen.

Bernoullifördelning är en statistisk beräkningsmodell för att beräkna sannolikheten för en stokastisk variabel med två utfall. Det är även den enklaste av flera diskreta sannolikhetsfördelningar och används därför i flera andra diskreta fördelningar, t.ex. i binomialfördelning.
Ett mycket typiskt bernoulliförsök är slantsingling vilket typiskt bara har två utfall. Sannolikheten för att ett symmetriskt mynt ger utfallet krona respektive klave representeras av q respektive p och är, på grund av symmetrin och satsen om total sannolikhet, q = p  = 1/2. Detta ges av formeln:
{\displaystyle q\,=1-p}
Dock gäller inte q = p = 1/2 för osymmetriska mynt och det var detta den schweiziska matematikern Jakob Bernoulli beskrev med sin så kallade bernoullifördelning i slutet av 1600-talet.

## Historia
Bernoullifördelningen utformades av den schweiziska matematikern Jakob Bernoulli, men han blev mest ihågkommen för de alster som publicerades efter hans död. Det var 1713, 8 år efter Jakobs död som hans släktingar publicerade hans största alster ”Ars conjectandi”. Alstret var det första av sin sort med helt nya sannolikhetsmodeller såsom de stora talens lag, Bernoullitalen, bernoullifördelning och mycket mer. Dessa beräkningsmodeller revolutionerade en helt ny analyseringsteknik som används än idag.

## Definition
En Bernoullifördelning är en diskret sannolikhetsfördelning ty dess stokastiska variabel har ett ändligt utfallsrum.

### Bevis
En bernoullifördelning består alltid av två utfall, sant eller falskt. Detta representeras av 0 respektive 1 och den stokastiska variabelns uftallsrum blir då {\displaystyle \left\{0,1\right\}}.

## Bernoullifördelning
För ett osymmetriskt mynt är {\displaystyle q\,\neq \,p\,\neq 1/2}. Utfallen ändras dock inte; vi har fortfarande två utfall:
{\displaystyle {\begin{cases}n=0&{\mbox{Klave}}\\n=1&{\mbox{Krona}}\end{cases}}}

### Bernoullis täthetsfunktion
Då följer av formeln {\displaystyle q\,=1-p} där {\displaystyle 0\leq p\leq 1} att Bernoullis täthetsfunktion är:
{\displaystyle P(n)={\begin{cases}1-p&{\mbox{för }}n{\mbox{ = 0}}\\p&{\mbox{för }}n{\mbox{ = 1}}\end{cases}}}
som även kan skrivas:
{\displaystyle P(n)=p^{n}(1-p)^{1-n}\;,n\in \left\{0,1\right\}}

### Bernoullis fördelningsfunktion
Utifrån täthetsfunktionen fås fördelningsfunktion av bernoullifördelningen:
{\displaystyle D(n)={\begin{cases}1-p&{\mbox{för }}n{\mbox{ = 0}}\\1,&{\mbox{för }}n{\mbox{ = 1}}\end{cases}}}

### Väntevärde
Genomsnittet av medelvärdena man får vid oändligt många stickprov kallas väntevärde. Genom väntevärdet kan man få reda på vad utfallet högst troligt blir. Dock behöver inte väntevärdet ligga i utfallsrummet, detta kan efterliknas som att väntevärdet kan vara 2,5 i frågan om hur många barn som i genomsnitt finns i Sveriges familjer, även om det inte finns någon familj med 2,5 barn. För en Bernoullifördelning fås följande väntevärde där n står för antal sanna utfall och N för antal försök:
{\displaystyle \mu =E(X)=\sum _{n=0}^{N}p\,{N \choose n}\,p^{n}\,(1-p)^{N-n}=p\,(1-p)^{N}\left({\frac {1}{(1-p)}}\right)^{N}=p}

### Varians
För att se trovärdigheten i svaret behövs även variansen som bestämmer spridningen runt väntevärdet. Detta beräknas genom:
{\displaystyle \sigma ^{2}\,=\,Var(X)\,=\,E(X^{2})\,-\,E(X)^{2}=p-p^{2}}
Standardavvikelsen {\displaystyle \,\sigma } beskrivs då som
{\displaystyle \sigma ={\sqrt {p-p^{2}}}}

## Exempel
Tänk dig att du går ut och frågar 100 personer ifall de är katt- eller hundmänniskor. De måste svara på frågan och de får inte välja både och utan de måste välja antingen katt eller hund. På det viset fås enbart två utfall vilka bildar en ändlig mängd, dvs. en bernoullifördelning kan utföras.
Låt oss säga att förhållandet mellan katt- och hundmänniskor löd enligt följande (se även figuren till höger):
{\displaystyle {\begin{cases}{\textrm {Hund:}}&62/100=62\%=0.62\\{\textrm {Katt:}}&38/100=38\%=0.38\end{cases}}}
Då är det alltså 38% chans att nästa person du frågar är en kattmänniska. Låt kattmänniskorna representeras av p och stapel 1 (se figur). Låt sedan hundmänniskorna representeras av q och stapel 0. Då följer enligt definition av bernoullifördelningen att
{\displaystyle q\,=1-p}.
Enligt satsen om väntevärde följer att även väntevärdet {\displaystyle \mu \,=\,0,\!38} eftersom p i detta fall är 0,38.
Enligt satsen om varians följer att variansen är:
{\displaystyle \sigma ^{2}\,=p-p^{2}\;=0,\!38-0,\!38^{2}\approx 0,\!24\Leftrightarrow \sigma =\pm \;{\sqrt {0,\!24}}\approx \pm \;0,\!49}
Det betyder att standardavvikelsen är 0,49 och en varians på 0,24 fås.

### Slutsats
- Väntevärde:        {\displaystyle \mu \,=\,0,\!38}
- Varians:           {\displaystyle \sigma ^{2}\,=\,0,\!24}
- Standardavvikelse: {\displaystyle \sigma \,=\,0,\!49}